# 虎彦龍彦
「虎彦龍彦」（とらひこたつひこ）は1943年9月30日に公開された日本映画。製作は東宝映画。モノクロ、スタンダード。上映時間は82分。 

## スタッフ
- 製作：植村泰二
- 原作：坪田譲治
- 脚本：木村千依男
- 音楽：内田元
- 撮影：中井朝一
- 美術：久保一雄
- 録音：村山絢二
- 照明：石井長四郎
- プロデューサー：平尾郁次
- 監督：佐藤武

## キャスト
- 星野和正
- 杉裕之
- 轟夕起子
- 徳川夢声
- 杉狂児
- 里見藍子
- 沼崎勲